# Джемілєв Аким Абдурахманович
Акі́м Джемі́лєв (Джемілєв Аким Абдурахманович, 9 травня 1918, с. Кючюк-Озен під Алуштою — 11 грудня 2001) — кримськотатарський балетмейстер. Понад 60 років свого життя присвятив танцювальному мистецтву і розвитку кримськотатарського народного танцю.

## З біографії
Після закінчення школи у Сімферополі навчався кримськотатарського танцю у хореографа Усеїна Баккали, його учителями також були балетмейстери й танцюристи Енвер Алієв, Іззет Добра.
Акім Джемілєв у 20 років став лауреатом Фестивалю творчості народів СРСР у Москві.
У роки Другої світової війни — артилерист, брав участь в боях під Сталінградом.
У 1988 році повернувся на батьківщину в Крим.
У 1990 — 2000-х роках, після повернення з місць депортації до Криму працював над створенням кримськотатарського драматичного театру.
У селі Малоріченське, АР Крим, 26 травня 2013 року встановлено пам'ятний камінь на честь відомого діяча культури кримськотатарського народу. Рішення про його відкриття прийняла сесія Малоріченської сільської ради.